# Lee Seung-Woo
Seung-Woo Lee (Hangul: 이승우; nascut el 6 de gener de 1998) és un futbolista professional sud-coreà que juga com a davanter per l'Hellas Verona FC.
Lee, que formava part de les categories inferiors del FC Barcelona, va ser un dels afectats per la sanció de la FIFA al Barça i va estar gairebé 18 mesos sense poder jugar. La temporada 2016-17, acabada la sanció, va jugar 30 partits i va marcar 10 gols amb l'equip juvenil, però a finals d'agost va ser traspassat a l'Hellas Verona FC, amb opció de recompra pels blaugrana.